# فروند
فروند (الفرنسية:Fronde؛ النطق:[fʁɔ̃d])؛ هي سلسلة من الحروب الأهلية التي وقعت في فرنسا بين عامي 1648 و1653، والتي كانت جزءاً من الحرب الفرنسية الإسبانية التي بدأت في 1635، واجه الملك لويس الرابع عشر فيها المعارضة من قبل البرلمانات المنتشرة في البلد أولاً، وثم من قبل النبلاء على رأسهم أقربائه، وأيضا من معظم الشعب الفرنسي، ترجع نشأة هذه الحروب إلى إصدار الحكومة سبعة مراسيم مالية وستة منها هدفت إلى زيادة الضرائب بحيث دفعت الشكوك إلى حول دستورية قرارات الملك القاصر وسعت إلى تحقق منها.
يتم تقسيم هذه الحرب إلى مرحلتين: فروند البرلمان وفروند الأمراء أو النبلاء، اندلعت هذه الحرب بعد صلح وستفاليا في 1648 والتي أنهت حرب الدينية الدموية في ألمانيا، ومع ذلك انتهت بتعزيز السلطة الملكية أكثر مما مهد ذلك حول تشدد بالملكية المطلقة في البلاد.

## فروند البرلمان(1648-1649)
في مايو 1648 لم تثر الضريبة المفروضة على المسؤولين القضائيين في برلمان باريس الذين رفضوا دفعها، ولكن مع إدانة للقرارات المالية السابقة ولكن  والمطالبة بقبول خطة الإصلاحات الدستورية التي صاغتها لجنة موحدة للبرلمان، بحيث تألفت من جميع محاكم السيادية في باريس.
على الرغم من أن البرلمان لم يكن لهم جيش عسكري كافي، ومع أغسطس 1648 تم استدعاء لويس الثاني دي بوربون أمير كوندي المنتصر في معركة لنس (20 أغسطس 1648)، على الرغم من أن الكاردينال مازاران استطاع كبح جوامح أنصار البرلمان في باريس وذلك من خلال القبض على القادة المتراسين لدى البرلمان، إلا أن الفصيل الملكي أيضا لم يكن لهم الجيش الكافي الذي كان يقاتل على الجبهات الشمالية والشرقية والجنوبية الغربية، ولكن مع توقيع فرنسا على اتفاقية صلح وستفاليا سمح للجيش بالعودة على الحدود، وبحلول يناير 1649 استطاع أمير كوندي حصار باريس، تم توقيع الصلح مع أنصار برلمان في 11 مارس 1649، على الرغم من أنها أنهت الفصل الأول، إلا أن الباريسيون وخاصة الذين            لا يزالون معارضين قرارات الكاردينال طلبوا المساعدة الإسبانية، بحيث لم يكن لهم آية أمل في نجاح العسكري دون هذه المساعدات.

## فروند النبلاء(1650-1653)
منذ ذلك الحين أصبح فروند قصة مؤامرات، وصراع على السلطة والسيطرة على المحسوبية، بحيث فقدت كل أثر دستورية كما كانت في المرحلة الأولى، كان الأمراء والقادة الساخطين:غاستون دي بوربون دوق أورليان (عم الملك)؛ ولويس الثاني دي بوربون أمير كوندي وشقيقه أرمان أمير كونتي؛ وفريدريك دوق بويون وشقيقه هنري دوق تورين، وبالإضافة إلى ابنة غاستون مدموزيل مونتبنسير (مدموزيل الكبرى)، وشقيقة أمير كوندي مدام لونجفيل ومدام شيفروز ودسّاس الماكر جان فرانسوا بول دي غوندي، على الرغم من الصلح الموقع في مارس 1649 استمر حتى نهاية العام، حيث جدد المتآمرون وقوفهم ضد الكاردينال مازاران، مع ذلك تمكن الكاردينال في 14 يناير بالتفاهم من بعض المتآمرين حول إمكانية القبض على أمير كوندي وشقيقه ودوق لونجفيل وبحيث تم حبسهم في فانسن، على الرغم من أن دوق تورين قاتل من أجلهم ضد السلطة، إلا أن أخيراً تم إطلاق سراح الأمراء ودوق لونجفيل في أبريل 1651، وتم إنهاء التمرد، بحيث تبعه صلح مؤقتاً بين السلطة والنبلاء، تمكنت العائلة المالكة من الرجوع إلى باريس، بحيث تم إبقاء على الكاردينال الذي أصبح يحتقره جميع الأمراء خارج باريس في المنفى.
تم تجديد الصراع مرة أُخرى مع رجوع الكاردينال إلى فرنسا في ديسمبر 1651 مع جيش صغير، هذه المرة تم تحريض دوق تورين وأمير كوندي على بعضهم البعض، على الرغم من توقف الحروب الأهلية في البلاد، إلا أن حروب الدولية بين فرنسا وإسبانيا ما زالت مشتعلة آنذاك، هذه المرة وقف دوق تورين إلى جانب السلطة الملكية، في حين ساند أمير كوندي الغزاة الإسبان.
أوشكت الحرب على انتهاء مع معركة ضاحية سان أنتوني في 2 يوليو 1652 التي انتصر فيها الملكيون بقيادة دوق تورين على أمير كوندي، ولكن مع اللحظات الحرجة اقنعت مدموزيل الكبرى الباريسيون بفتح أبواب لجيش كوندي والاعتراف بهم، حتى أنها قامت بقذف المدافع من الباستيل على مطاردينهم، قامت حكومة التمرد برفع المسيو إلى رتبة ملازم عام، بعد أن شعر الكاردينال بأن الرأي العام ضده بشدة قام بمغادرة فرنسا مرة أُخرى، إلا أن البرجوازيين في باريس لم يتوافقوا مع قرارات الأمراء كثيراً، مما أدى إلى السماح للملك بدخول باريس في 21 أكتوبر 1652، في حين عاد مازاران إلى باريس في فبراير 1653 دون معارضة.
بعد ذلك تم نفي غاستون (عم الملك) نحو قلعة بلوا والتي بقي فيها حتى وفاته في العام التالي، في حين فرت ابنته نحو أملاكها في سن فارجو وبقيت هُناك حتى 1657 وبعدها رجعت إلى البلاط الملكي وسط الترحيب كبير لها، وإما أمير كوندي ناصر الإسبان بحيث شارك معهم في معاركهم ضد فرنسا حتى صلح البرانس في 1659 التي أنهت الحرب المشتعلة طويلاً، والتي نصت أيضا على حصول العفو عام له وإرجاع كافة أملاكه، ومع ذلك تم إبعاده عن الجيش مؤقتاً، كان هذا التمرد أثر كبير على الملك لويس الرابع عشر والذي قام بتوطيد السلطة الملكية أكثر فأكثر، واستبداد السلطة لنفسه.